# グラン・ソレイユ
ミュージカル・ショー『グラン・ソレイユ』-ひまわり- は宝塚歌劇団によって制作された作品。22場。宝塚歌劇団月組公演。公演期間は1972年7月29日から8月31日まで。公演場所は宝塚大劇場。併演は『蒼き湖』。参考資料は60年史別冊 。

## スタッフ
- 作・演出：岡田敬二
- 作曲：吉崎憲治・入江薫・中元清純・高井良純
- 編曲：吉崎憲治・入江薫・中元清純・高井良純・佐々木芳彦
- 音楽指導：溝口堯
- 振付：岡正躬・佐々木和男・喜多弘
- 装置：静間潮太郎
- 照明：今井直次
- 小道具：万波一重
- 効果：川ノ上智洋
- 音響監督：松永浩志
- 映画製作：宝塚映画
- 演出助手：南明・村上信夫
- 制作：大谷真一

## 主な配役
- 若者、ボーイ、歌手：古城都
- 歌う娘、ウェイトレス：初風諄
- 歌う青年、ザリガニ売り：大滝子
- 歌手：笹潤子
- 旅する若者：榛名由梨
- 夢見る少年：常花代
- 歌う水夫長：麻生薫
- マダムX：叶八千矛
- 百万長者：美山しぐれ